# اردوگاه سوف
اردوگاه سوف (عربی: مخيم سوف) در سال ۱۹۶۷ تأسیس شد. «سوف» یکی از شش اردوگاه «اورژانس» بود که برای ایجاد پناهندگان فلسطینی که از کرانه غربی و نوار غزه در نتیجه جنگ ۱۹۶۷ اعراب و اسرائیل بی‌خانمان شده بودند ساخته شده بود.

## موقعیت
اردوگاه در دره «استان جرش» ساخته شده؛ جرش از شمال غربی به روستای ثغره عصفوره و از شرق به یک روستای دیگری متصل می‌شود و از غرب و از جنوب دو آتشفشان و یک منطقه باستان‌شناسی رومی به فاصله ۴ کیلومتر از شهر «جرش» قرار گرفته‌است.

## جمعیت
خانواده‌های بزرگی در این اردوگاه تمرکز دارند از جمله عجور، دختران والسلاق و الراعوش و خانواده‌های بیت جبرین، العزه والقیسی و خانواده‌های المنشیه، طیطی و الجابری وخانواده ابومعینه و خانواده ابوسیف و …